# Рудолф IV фон Зулц
Рудолф IV (VII) фон Зулц (на немски: Rudolf IV (VII) von Sulz; * 13 февруари 1559, Наголд; † 5 май 1620, Тинген) е граф на Зулц, ландграф в Клетгау (1583 – 1602), господар на Вадуц и Блуменег също имперски дворцов съдия в Ротвайл.

## Биография
Той е син на граф и ландграф Алвиг фон Зулц-Клетгау (1539 – 1572) и съпругата му графиня Барбара фон Хелфенщайн-Визенщайг (1534 – 1573), дъщеря на граф Улрих X фон Хелфенщайн († 1548) и графиня Катарина фон Валдбург-Зоненберг († 1563). Брат е на Кристоф фон Зулц (1557 – 1591), домхер в Страсбург, граф и ландграф Карл Лудвиг фон Зулц (1568 – 1616) и Елизабет († 1601), омъжена 1584 г. за граф Фридрих фон Фюрстенберг-Хайлигенберг (1563 – 1617).
При смъртта на баща му, Алвиг фон Зулц (1572), синовете му са още малолетни и затова се образува опекунско управление с граф Хайнрих фон Фюрстенберг-Хайлигенберг и графовете фон Хелфенщайн до 1583 г. През 1583 г. Рудолф IV фон Зулц и брат му Карл Лудвиг разделят собствеността на фамилията Зулц. Рудолф получава ландграфството Клетгау и Блуменег, Карл Лудвиг получава Вадуц и Шеленберг.
Рудолф поема още от баща му значима сума задължения, която чрез своя охолен живот увеличава. Неговите задължения са 315 000 гулдена, докато доходите от Клетгау са само ок. 15 000 гулдена на година. Заради дългата турска война нарастналите имперски и областни данъци правят на Рудолф големи трудности. Той продава големи части от ландграфството на Шафхаузен и Цюрих. От 1595 г. населението в Клетгау не иска да плаща данъци. Рудолф не може да се справи с избухналите безредици и през 1602 г. отстъпва службата ландграф в Клетгау на брат си Карл Лудвиг фон Зулц.
Рудолф IV фон Зулц умира на 5 май 1620 г. в Тинген на 61 години и е погребан там.

## Фамилия
Първи брак: на 7 юни 1583 г. в Тинген за фрайин Барбара фон Щауфен († 1604/1605), дъщеря на фрайхер Антон фон Щауфен († 1566) и Анна Ванделберта фон Хоенлое (* 1532; † сл. 1568). Те имат една дъщеря:
- Максимилиана фон Зулц († 1 септември 1623, Тинген), омъжена на 22 февруари 1621 г. в Тинген за граф Карл Лудвиг Ернст фон Зулц, ландграф в Клетгау (* 13 септември 1595, Вадуц; † 16 април 1648, Амберг)

Втори брак: Рудолф IV фон Зулц се сгодява на 2 ноември 1605 г. и се жени на 21 ноември 1605 г. за шенка Агнес (Агата) фон Лимпург (* 17 ноември 1561; † 6 август 1623, Нойендаутенщайн), вдовица на граф Филип V фон Ханау-Лихтенберг (* 21 февруари 1541; † 2 юни 1599), дъщеря на Фридрих VI Шенк фон Лимпург-Шпекфелд-Оберзонтхайм (* 6 август 1536; † 29 януари 1596) и първата му съпруга графиня Маргарета фон Ербах (* 14 август 1539; † 22 април/27 юни 1564). Те имат децата:
- Мария Елизабет фон Зулц (* 1587; † 12/16 декември 1651, Грац), омъжена на 8 юли 1624 г. за граф Георг Лудвиг фон Шварценберг-Хоенландсберг (* 24 декември 1586; † 22 юли 1646, Фройденау)
- Йохана Катарина фон Зулц (* 1587/1592; †1653)
- Йоханес фон Зулц (* пр. 7 октомври 1590; † 13 юли 1617, Верчели)
- Анна Барбара фон Зулц († сл. 1649)

Той има от друга връзка една дъщеря:
- Мария Агата фон Зулц